# Himmelmekanik
Himmelmekanik, også kaldet celest mekanik, orbitalmekanik eller kredsløbsmekanik, astromekanik, eller astrodynamik, er en disciplin under den klassiske mekanik, som formelt beskæftiger sig med himmellegemernes bevægelser, om end dens principper og formler finder anvendelse på alt hvad der færdes i universet, herunder menneskeskabte rumfartøjer.
Passiv bevægelse i rummet styres så godt som udelukkende af tyngdekraften, så i Isaac Newtons præcise matematiske beskrivelse af tyngdekraften har man nøglen til at forstå, beregne og forudsige hvordan alle objekter i rummet bevæger sig. Kender man den øjeblikkelige indbyrdes position og hastighed af f.eks. Solen og en planet med kendt masse, kan man beregne planetens bane, og dermed dens videre færd.
Samme regnestykke bruges "omvendt" på dobbeltstjerner: Her kan man ud fra den observerede omløbstid og banens udstrækning regne sig tilbage til stjernernes samlede masser.

## Historie
Moderne himmelmekanik begyndte med Isaac Newtons Principia fra 1687. Navnet "himmelmekanik" er en mere moderne betegnelse. Newton skrev at området skulle kaldes "rationel mekanik". Termen "dynamik" blev foreslået af Gottfried Leibniz kort efter, over over et århundrede senere introducerede Pierre-Simon Laplace betegnelsen "himmelmekanik". Før Kepler var der kun ganske lidt forbindelse mellem eksakt, kvantitative forudsigelser af planeternes placering ved brug af geometri eller aritmetik, og samtidige diskussioner af fysiske årsager til planeternes bevægelse.

### Johannes Kepler
Johannes Kepler (1571–1630) var den første som nøje indarbejdede geometrisk astronomi, der kunne forudsige placeringen af himmellegemerne, der havde været fremherskende fra Ptolemæus i det andet århundrede frem til Nicolaus Kopernikus (1473-1543) der med fysiske koncepter producerede New Astronomy, Based upon Causes, or Celestial Physics i 1609. Hans værk ledte til de moderne love om planeters bevægelse, som han udviklede ved brug af sine fysiske principper og Tycho Brahes observationer af planeternes bane. Keplers model var et stort fremskridt i forudsigelse af planeternes bevægelse flere år før Isaac Newton udviklede sin lov om gravitation i 1686.

### Isaac Newton
Isaac Newton (25. december 1642–31. marts 1727) bliver tilskrevet ideen med at objekter som planeter, Solen og Månen bevæger sig, og at objekter på jorden som kanonkugler og æbler der falder kan beskrives med de samme fysiske love. På denne måde forenede han "himmelmekanik" mekanik på jorden. Ved brug af Newtons lov om universel gravitation viste han at Keplers Love for cirkulært kredsløb var forsimplet. Elliptiske kredsløb involverer mere komplekse beregninger, som Newton inkluderede i sit værk Principia.

### Joseph-Louis Lagrange
Efter Newton forsøgte Lagrange (25. januar 1736–10. april 1813) at løse trelegemeproblemet ved at analysere stabiliteten i planeternes baner, og han opdagede Lagrange-punkterne. Lagrange omformulerede også principperne i klassisk mekanik og lagde mere vægt på energi end på kraft, og han udviklede en metode til at bruge en enkel pol-koordinatligning til at beskrive enhver bane, selv dem som er parabolske eller hyperbolsk. Dette er anvendeligt til at beregne bl.a. planeter eller kometers opførsel i deres baner. I mere moderne tid er et også blevet brugt til at beregne rumfartøjers bane.

### Simon Newcomb
Simon Newcomb (12. marts 1835–11. juli 1909) var en canadisk-amerikansk astronom, der reviderede Peter Andreas Hansens oversigt over månens positioner. I 1877 genberegnede han alle de store astronomiske konstanter med hjælp fra George William Hill. Efter 1884 udtænkte han en plan for at løse en stor del af de internationale forvirring omkring emnet sammen med A. M. W. Downing. I maj 1886 deltog han i en standardiserings-konference i Paris, hvor der blev international konsensus om at alle efemerider skulle baseres på ewcombs beregninger. En senere konference i 1950 bekræftede Newcombs konstanter som den internationale standard.

### Albert Einstein
Albert Einstein (14. marts 1879–18. april 1955) beskrev anormalerne Merkurs perihelium i sin videnskabelige artikel The Foundation of the General Theory of Relativity fra 1916. Dette fik astronomer til at anerkende at newtonsk mekanik ikke gav den højeste nøjagtighed. Binære pulser er blevet observeret, den første i 1974, hvis baner ikke alene kræver brugen af generel relativitetsteori for at blive forklaret, men hvis udvikling påviser eksistensen af gravitationsbølge, der var en opdagelse som i 1993 ledte til nobelprisen i fysik.

## Tolegeme- og trelegeme-problemer
Betragter man alene to legemer, f.eks. en planet og en måne eller et rumfartøj, kaldes behandlingen af deres indbyrdes bevægelser for tolegeme-problemer ("problem" skal her læses som "opgave"), og der findes fire mulige svar:
- Legemerne kan kredse om hinanden på en måde så deres tyngdepunkter beskriver to ellipser i samme plan i rummet. Så længe ingen forstyrrende kræfter virker på legemerne, vil de følge nøjagtig samme ellipsebane i det uendelige.
- Et teoretisk grænsetilfælde af ovenstående ellipseformede kredsløb er et kredsløb af form som en cirkel. I praksis vil alle sådanne lukkede kredsløb dog altid være mere eller mindre elliptiske.
- Hvis legemernes indbyrdes fart overstiger den såkaldte undvigelseshastighed, vil de blot passere hinanden én gang for derefter aldrig at "mødes" igen. Det ene legemes bevægelse set i forhold til det andet vil beskrive en hyperbel
- Der findes et (teoretisk) grænsetilfælde mellem lukkede og åbne kredsløb hvori det ene legeme beskriver en parabel set fra det andet legemes synspunkt: Som med ovenstående hyperbolske bane er der her tale om et éngangsvisit, blot med den særlige egenskab at legemerne ender med at gå hver til sit præcis modsat den retning de ankom i.

I alle fire tilfælde kan man finde regneudtryk, der helt eksakt beskriver legemernes indbyrdes position og hastigheder (fart og retning) til ethvert tidspunkt, frem eller tilbage i tiden. Bemærk i øvrigt, at de fire mulige baners faconer (hhv. ellipse, cirkel, hyperbel og parabel) alle er keglesnit.
Med et tredje legeme inde i billedet kan man derimod ikke altid få samme slags eksakte svar som for to-legeme-problemet. For nogle få trelegeme-problemer kan man løse ligningerne eksakt, f.eks. bestemmelse af de såkaldte Lagrange-punkter, men i andre tilfælde, og når man tager flere legemer i betragtning, må man ty til regnemetoder der "kun" giver en tilnærmelse til de eksakte værdier. Det lader sig dog fuldt ud gøre med så stor (men dog ikke uendelig) regne-nøjagtighed man måtte ønske, især takket være regnekraften i computere. Et slående eksempel på dette er Voyager 2-planetsondens rejserute mellem alle Solsystemets planeter fra Jupiter til Neptun.